# Dido

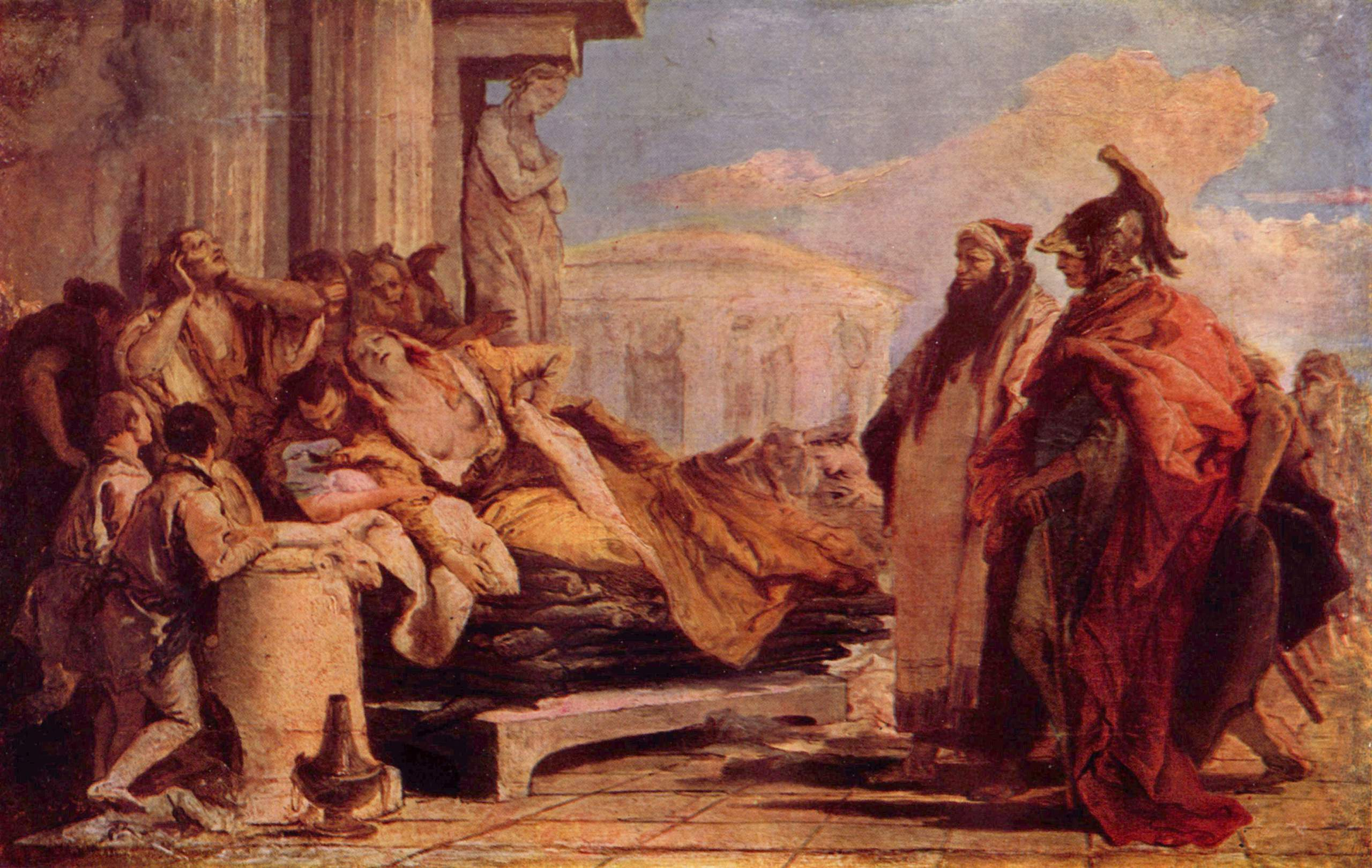
Didone på en affresco av Giovanni Battista Tiepolo.

Dido, som också är känd som Elissa, var enligt den grekiska traditionen dotter till kung Mutto av Tyrus, syster till Pygmalion, Sychaeus hustru och Karthagos grundare. Efter det att hennes man hade mördats av Pygmalion flydde Dido till Afrikas kust  där kung Jarbas lovade henne så mycket land som kan omslutas av en oxhud. Dido skar huden i strimlor, och med detta kunde hon omsluta tillräckligt med mark för att kunna bygga en borg. Runt borgen växte staden Karthago fram.
Enligt  en version av legenden gick hon i döden för att undkomma kung Jarbas frierier. I den mest kända versionen från Vergilius Aeneiden skildras istället kärleken mellan Dido och den mytologiske hjälten Aeneas. Aeneas överger Dido på Jupiters befallning varvid Dido tar sitt liv genoma att bestiga bålet. Dido förbannar trojanerna vilket ger ett mytiskt ursprung till de puniska krigen mellan Rom och Karthago.
Enligt modern forskning kan Dido och den karthagiska modergudinnan Tinnit ha samma ursprung.
Tragedin om Dido och Aeneas har skildrats på operascenen:
- Dido och Aeneas av Henry Purcell (musik) och Nahum Tate (libretto), uruppförd 1689 i London.
- Didone abbandonata av Leonardo Vinci (musik) och Pietro Metastasio (libretto), uruppförd 1726 i Rom.
- Aeneas i Carthago av J M Kraus (musik) och J H Kellgren (libretto), uruppförd 1799 i Stockholm